# Wilkołacze sny
Wilkołacze sny (tytuł oryg. Når dyrene drømmer, tytuł międzynar. When Animals Dream) − duński film fabularny z 2014 roku, napisany przez Rasmusa Bircha i wyreżyserowany przez Jonasa Aleksandra Arnby'ego. W rolach głównych wystąpili w nim Sonia Suhl, Lars Mikkelsen, Jakob Oftebro i Sonja Richter. Film opowiada historię młodej dziewczyny, która zaczyna tracić kontrolę nad własnym ciałem. Światowa premiera obrazu odbyła się 19 maja 2014 w trakcie 67. Międzynarodowego Festiwalu Filmowego w Cannes. W Polsce Wilkołacze sny trafiły do kin w przyszłym roku, 6 marca. Film zebrał pozytywne recenzje krytyków; został też wyróżniony nagrodami filmowymi, między innymi podczas Robert festen w Kopenhadze.

## Opis fabuły
Dziewiętnastoletnia Marie mieszka w rybackiej wiosce i pracuje w zakładzie przetwórstwa rybnego. Nie jest zadowolona ze swojego życia, które balansuje pomiędzy pracą i opieką nad schorowaną matką. Pewnego dnia dziewczyna odkrywa na swej piersi tajemnicze znamię. Marie, przejawiając nietypowo zwierzęce zachowania, traci kontrolę nad własnym ciałem.

## Obsada
- Sonia Suhl − Marie
- Lars Mikkelsen − Thor
- Jakob Oftebro − Daniel
- Sonja Richter − Mother
- Mads Riisom − Felix
- Benjamin Boe Rasmussen − Ib
- Esben Dalgaard Andersen (w czołówce jako Esben Dalgaard) − Bjarne

## Nagrody i wyróżnienia
- 2015, Bodil Awards:
  - nagroda przyznawana za najlepsze zdjęcia (wyróżniony: Niels Thastum)[3]
  - nominacja do nagrody Bodil w kategorii najlepszy film (Jonas Alexander Arnby)[3]
  - nominacja do nagrody Bodil w kategorii najlepszy aktor drugoplanowy (Lars Mikkelsen)[3]
  - nominacja do nagrody Bodil w kategorii najlepsza aktorka (Sonia Suhl)[3]
- 2015, Robert festen:
  - nagroda Roberta w kategorii najlepsza scenografia (Sabine Hviid)[3]
  - nagroda Roberta w kategorii najlepsza charakteryzacja (Louise Hauberg, Thomas Foldberg, Morten Jacobsen)[3]
  - nominacja do nagrody Roberta w kategorii najlepszy film o tematyce dziecięcej/młodzieżowej (Caroline Schlüter, Ditte Milsted, Jonas Alexander Arnby)[3]
  - nominacja do nagrody Roberta w kategorii najlepszy scenariusz oryginalny (Rasmus Birch)[3]
  - nominacja do nagrody Roberta w kategorii najlepszy montaż (Peter Brandt)[3]
  - nominacja do nagrody Roberta w kategorii najlepsze udźwiękowienie (Sylvester Holm)[3]
  - nominacja do nagrody Roberta w kategorii najlepsza oryginalna ścieżka dźwiękowa (Mikkel Hess)[3]
  - nominacja do nagrody Roberta w kategorii najlepsze efekty specjalne (Martin Madsen, Thomas Øhlenschlæger)[3]
  - nominacja do nagrody przyznawanej przez widzów (Caroline Schlüter, Ditte Milsted, Jonas Alexander Arnby)[3]
- 2014, Międzynarodowy Festiwal Filmowy w Cannes:
  - nominacja do nagrody Critics' Week Grand Prize (Jonas Alexander Arnby)[3]
  - nominacja do Złotej Kamery (Jonas Alexander Arnby)[3]
  - nominacja do Queerowej Palmy (Jonas Alexander Arnby)[3]
- 2014, Camerimage:
  - nagroda przyznawana za najlepszy debiut operatorski (Niels Thastum)[3]
- 2014, Międzynarodowy Festiwal Filmowy w Atenach:
  - nagroda City of Athens w kategorii najlepszy reżyser (Jonas Alexander Arnby)[3]
- 2014, Puchon International Fantastic Film Festival:
  - nominacja do nagrody Best of Puchon (Jonas Alexander Arnby)[3]
- 2014, Tallinn Black Nights Film Festival:
  - nominacja do nagrody Tridens w kategorii najlepszy film (Jonas Alexander Arnby)[3]
- 2016, Fangoria Chainsaw Awards:
  - nominacja do nagrody Chainsaw w kategorii najlepszy film nieanglojęzyczny[4]